# Kudensee
Kudensee este o arie protejată (arie specială de conservare — SAC, sit de importanță comunitară — SCI) din Germania întinsă pe o suprafață de 104 ha, integral pe uscat.

## Localizare
Centrul sitului Kudensee este situat la coordonatele 53°57′19″N 9°12′23″E / 53.9553°N 9.2064°E.

## Înființare
Situl Kudensee a fost declarat sit de importanță comunitară în septembrie 2004 pentru a proteja 1 specie de animale. Situl a fost protejat și ca arie specială de conservare în ianuarie 2010.

## Biodiversitate
Situată în ecoregiunea atlantică, aria protejată conține 1 habitat natural: Lacuri eutrofice naturale cu vegetație de tip Magnopotamion sau Hydrocharition.
La baza desemnării sitului se află o specie protejată de  pești: Cobitis taenia Complex